# جان کایل
جان کایل (انگلیسی: Jon Kyl؛ زادهٔ ۲۵ آوریل ۱۹۴۲) یک سیاست‌مدار اهل ایالات متحده آمریکا است.